# Antoine Gaudreau
Antoine-Robert Gaudreau (c. 1680 – 6 de maig de 1746) va ser un ebenista parisenc que va ser nomenat Ébéniste du Roi i va ser el principal subministrador de mobles per als castells reials durant el principi del regnat de Lluís XV.
Les seves obres són de difícil identificació llevat que estiguin meticulosament descrites en els inventaris del Garde Meuble.
La primera referència francesa a una table servante, que refredava el vi es troba en un document de Gaudreau del 1735, de mobles lliurats al Versailles.
- La còmoda (‘’commode’’) per a la cambra reial del Versailles el 1739. Actualment aquesta còmodes es troba a la Wallace Collection, de Londres (Cat.no. F86).[4]
- La commode-médaillier, de l'any 1739 per a ser usada pel rei Lluís XV a Pans a Versailles.
- La commode à la Régence per a l'apartament de l'hereu reial al Château de Fontainebleau el 1745. Actualment es troba a Versailles.
- Un bureau plat actualment als Archives Nationales. (Verlet 1945).